# Расстрел на острове Дакса

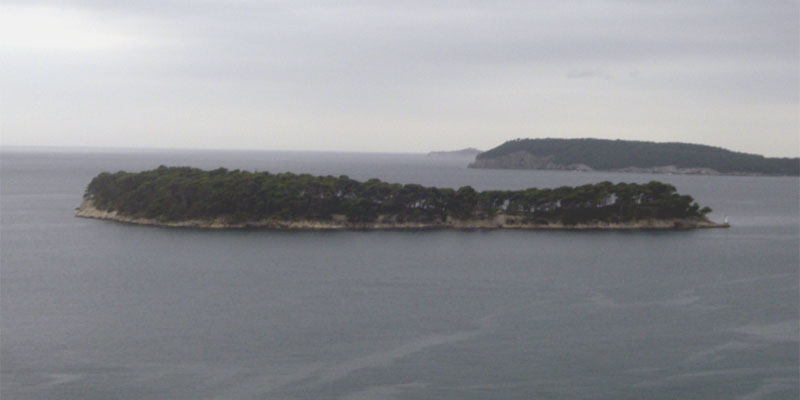
Остров Дакса

Расстрел на острове Дакса (хорв. Pokolj na Daksi; Daksa 1944/45) — расправа югославских партизан над несколькими десятками жителей Дубровника 24 и 25 октября 1944 года, произошедшая на маленьком островке Дакса напротив выхода из Дубровницкого залива.
После того, как партизанские отряды вошли в Дубровник, на острове Дакса без суда было ликвидировано несколько десятков жителей города. Среди убитых были известный священник Петар Перица, автор популярных литургических песен «Zdravo Djevo Kraljice Hrvata» и «Do nebesa nek se ori», и мэр Дубровника Нико Копривица.
После казни коммунисты расклеили по городу листовки, в которых «во имя народа Югославии» был опубликован приговор «судебного совета военного командования Южно-Далматинской области». В листовке были указаны имена 35 человек, приговорённых к смертной казни через расстрел. Францисканцы, чей собрат Мариян Блажич был среди расстрелянных, сняли и сохранили листовку.
Впоследствии были эксгумированы останки 53 человек. Анализ ДНК позволил идентифицировать 18 тел, остальные 35 остались неопознанными. Также было установлено общее число жертв — до эксгумации считалось, что погибших было 35 человек. 19 июня 2010 года, спустя почти 66 лет после трагедии, тела погибших были перезахоронены.
Расследование обстоятельств произошедшего в 1944 году на острове Дакса властями Хорватии не проводилось.